# Solo für O.N.C.E.L.
Solo für O.N.C.E.L. (Originaltitel: The Man from U.N.C.L.E.) ist eine US-amerikanische Fernsehserie des Geheimagenten-Thriller-Genres, von der in den Jahren 1964 bis 1968 in insgesamt vier Staffeln 105 Folgen produziert wurden. Die Hauptfiguren sind der US-Amerikaner Napoleon Solo (Robert Vaughn) und der Russe Illya Kuryakin (David McCallum), die für das United Network Command for Law Enforcement (U.N.C.L.E) arbeiten.
In Deutschland wurden 26 Folgen der Serie 1967/1968 vom ZDF ausgestrahlt. Weitere 64 Folgen wurden 1993/1994 im Auftrag von RTL synchronisiert, darunter 15 Folgen, die bereits vom ZDF gezeigt worden waren. Die Serie lief bei RTL, Super RTL und DF1/Premiere unter dem Titel Solo für U.N.C.L.E.

## Spielfilme
Diverse Episoden der Serie wurden auch zu insgesamt acht abendfüllenden Spielfilmen zusammengefasst, die in Deutschland und einigen anderen europäischen Ländern in den 1960er Jahren in den Kinos gezeigt wurden. Die Schreibweise des Serientitels war hier leicht abgewandelt: Solo für O.N.K.E.L. Die Filme im Einzelnen:
- 1964: Agent auf Kanal D (To Trap a Spy) – deutscher Kinostart: 19. März 1965
- 1964: Der Spion mit meinem Gesicht (The Spy with My Face) – deutscher Kinostart: 8. Juli 1965
- 1965: Ein Spion zuviel (One Spy Too Many) – deutscher Kinostart: 5. August 1966
- 1965: Krieg der Spione (One of Our Spies Is Missing) – deutscher Kinostart: 9. Juni 1967
- 1966: Der Mann im grünen Hut (The Spy in the Green Hat) – deutscher Kinostart: 4. August 1967
- 1966: Die Karate Killer (The Karate Killers) – deutscher Kinostart: 19. Januar 1968
- 1967: Die unverbesserlichen Drei (The Helicopter Spies), Zusammenschnitt zweier Folgen – deutscher Kinostart: 21. Juni 1968
- 1967: Wie stehle ich die Welt (How to Steal the World) – deutscher Kinostart: 2. Oktober 1969
- 1983: Thunderball (The Fifteen Years Later Affair)

## Synchronisation
| Rolle             | Schauspieler   | Deutsche Synchronsprecher |
| ----------------- | -------------- | --- |
| Napoleon Solo     | Robert Vaughn  | Niels Clausnitzer (ZDF-Synchronisation) Reinhard Kuhnert (RTL-Synchronisation) Gert Günther Hoffmann (Filme 1–4) Herbert Stass (Filme 5–8) Niels Clausnitzer (Film 9)                       |
| Illya Kuryakin    | David McCallum | Fred Maire (ZDF-Synchronisation) Sascha Draeger (RTL-Synchronisation) Horst Gentzen (Film 1) Michael Chevalier (Film 2, 3) Eckart Dux (Film 4) Joachim Pukaß (Film 5–8) Fred Maire (Film 9) |
| Alexander Waverly | Leo G. Carroll | Erik Jelde (ZDF-Synchronisation) Gerd Holtenau (RTL-Synchronisation) Paul Wagner (Filme 2–8)                                                                                                |

## Auszeichnungen (Auswahl)
1966 wurde die Serie als „beste Fernsehserie“ mit dem Golden Globe Award ausgezeichnet. Robert Vaughn und David McCallum waren jeweils in der Kategorie „bester männlicher Hauptdarsteller in einer Fernsehserie“ für den Preis nominiert.

## Besonderheiten
Es ist bemerkenswert, dass in einer in den 1960er Jahren – also mitten im „Kalten Krieg“ – in den USA gedrehten Serie ein US-Amerikaner und ein Russe Seite an Seite kämpfen.
Im August 2015 kam unter dem Titel Codename U.N.C.L.E. eine modernisierte Adaption der Serie in die Kinos. In den Hauptrollen spielen Henry Cavill (Napoleon Solo), Alicia Vikander (Gaby Teller), Armie Hammer (Illya Kuryakin) und Hugh Grant (Alexander Waverly).

## Veröffentlichung auf DVD
Die erste (in Schwarz-Weiß gedrehte) Staffel der Serie "Solo für O.N.C.E.L." erschien in Deutschland im Dezember 2015 in einer DVD-Box (die 11 in den 1960er Jahren im ZDF gezeigten Episoden dieser DVD-Box sind in Deutsch synchronisiert, die restlichen 18 Episoden liegen hier genau wie der in Farbe gedrehte Pilotfilm "Solo" nur in englischer Sprache mit deutschen Untertiteln vor).

## Adaptionen
In den USA und Großbritannien erschien zwischen 1965 und 1971 eine Serie von Romanadaptionen unter dem Titel The Man from U.N.C.L.E. Fünf Bände der Reihe erschienen auch in deutscher Übersetzung.
Deutschsprachige Comics mit dem Titel Napoleon Solo – Der Mann von U.N.C.L.E. erschienen mit neun Heften von Dezember 1967 bis April 1969 alle zwei Monate im Semic-Verlag (damaliger Neu-Preis 75 Pfenning). Es handelte sich um ins Deutsche übersetzte Nachdrucke der schwedischen Ausgaben „Mannen från U.N.C.L.E.“, die wiederum Geschichten aus der ab 1965 veröffentlichten US-Reihe „The Man from U.N.C.L.E.“ enthielten. Die Titelbilder des schwedischen Zeichners Rolf Gohs lehnten sich teilweise an die US-Fotocover an. Die einzelnen Comic-Hefte hatten jeweils 36 Seiten und waren realistisch in Schwarz-Weiß gezeichnet.
Hauptfiguren der Comic-Reihe waren (wie im TV) der US-Amerikaner Napoleon Solo und der Russe Illja Kuryakin, die als Geheimagenten für die weltweit agierende Organisation U.N.C.L.E. (United Network Command for Law Enforcement) zur Zeit des Kalten Krieges tätig waren. Ihre Gegenspieler gehörten häufig der terroristischen Vereinigung „TRUSH“ an. Die actionreichen Geschichten enthielten vereinzelt auch Science-Fiction-Elemente.
In Deutschland sind aus dieser Reihe folgende Comic-Hefte veröffentlicht worden:
- Die geheimnisvollen Jet-Schmuggler
- Das Geheimnis der tödlichen Spielsachen
- Das Gold-Geheimnis
- Gehirnwäsche
- Das Unterwasser-Fort
- Hohes Spiel in Singapur
- Todesrätsel
- Das Geheimnis der fliegenden Menschen
- Der Luftkampf

2015 und 2016 erschien in den USA die 6-bändige Comic-Reihe Batman '66 meets the Man from U.N.C.L.E., in der die DC-Helden Batman und Robin (im Stil der zwischen 1966 und 1968 in den USA gedrehten TV-Serie Batman) gemeinsam mit den Agenten-Ikonen der 1960er Jahre Napoleon Solo und Illja Kuryakin auf Verbrecherjagd gingen. Diese Comic-Reihe ist bisher nicht ins Deutsche übersetzt worden.